# Ушмаль
Ушма́ль (ісп. Uxmal, юкатецька: Óoxmáal) — велике доколумбове місто мая, на території сучасного штату Юкатан, Мексика. Сучасна археологічна ділянка розташована за 78 км від міста Мерида та за 15 км на південь від міста Муна. Вважається, що назва міста означає «збудований тричі» мовою класичних мая.
Ушмаль був одним з головних культурних і політичних центрів стародавніх мая на півострові Юкатан. Час заснування і найдавніша історія Ушмалю точно невідомі, вважається, що місто було засноване в період з 700 до 1100 року, хоча джерела самих мая вказують приблизно на 500 рік. Вважається, що в період розквіту у місті жило до 25 тисяч осіб. У XIII столітті в місті спостерігається зміна архітектурного стилю, ймовірно через політичну залежність або завоювання міста та перенесення центру влади на Юкатані у Маяпан, з яким до того Ушмаль та його союзник Чичен-Іца довго вели війни. Точна хронологія цих подій неясна через суперечності у джерелах, але, ймовірно, на початку XIII століття Ушмаль був розгромлений військами Маяпану, а в середині XV століття місто занепало. На момент прибуття європейців у середині XVI століття, за даними іспанських хроністів, місто ще було населеним, але скоро залишене його мешканцями.
Руїни Ушмалю поділяються на 6 груп, неодноразово досліджувалися з XIX століття археологами США і Мексики. Проведена часткова реставрація будівель. Серед численних пам'ятників монументальної архітектури найзначнішими є: «Палац правителя» — одна з красивих будівель Ушмаля, пишною скульптурою і мозаїчним фризом з 20 тис. окремих пластин, «Будинок чарівника» — храм на піраміді (заввишки 30 м), «Голубник», «Жіночий монастир» — комплекс з 4 будівель, що оточують внутрішній двір, з аркою на південній стороні, «Будинок черепах», «Будинок карлика».
Характерними для Ушмаля є великі, квадратні площі, по краях яких знаходяться будівлі в класичному стилі Пуук, а також його пізнішого варіанту, що зустрічається тільки тут.

## Галерея

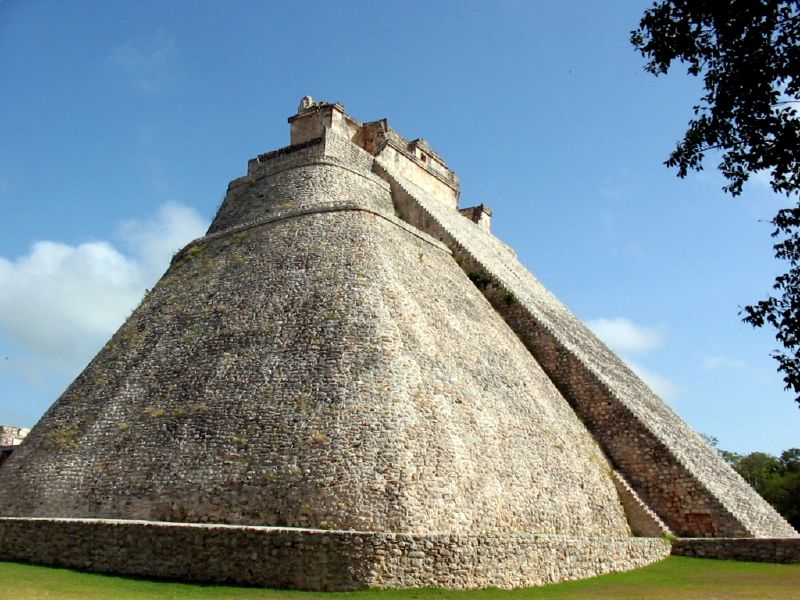
Adivino (Pyramid of the Magician) at the entrance to Uxmal
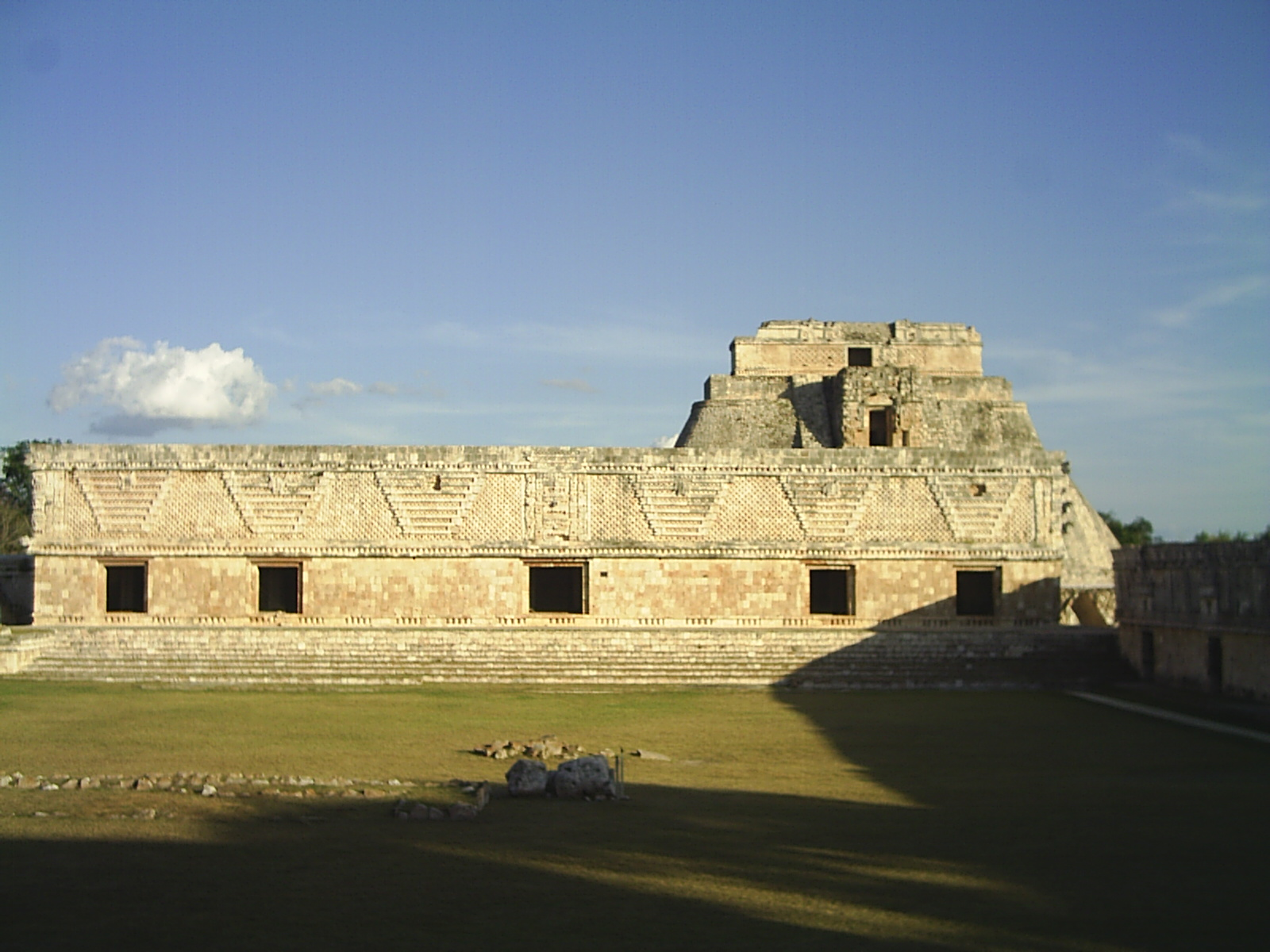
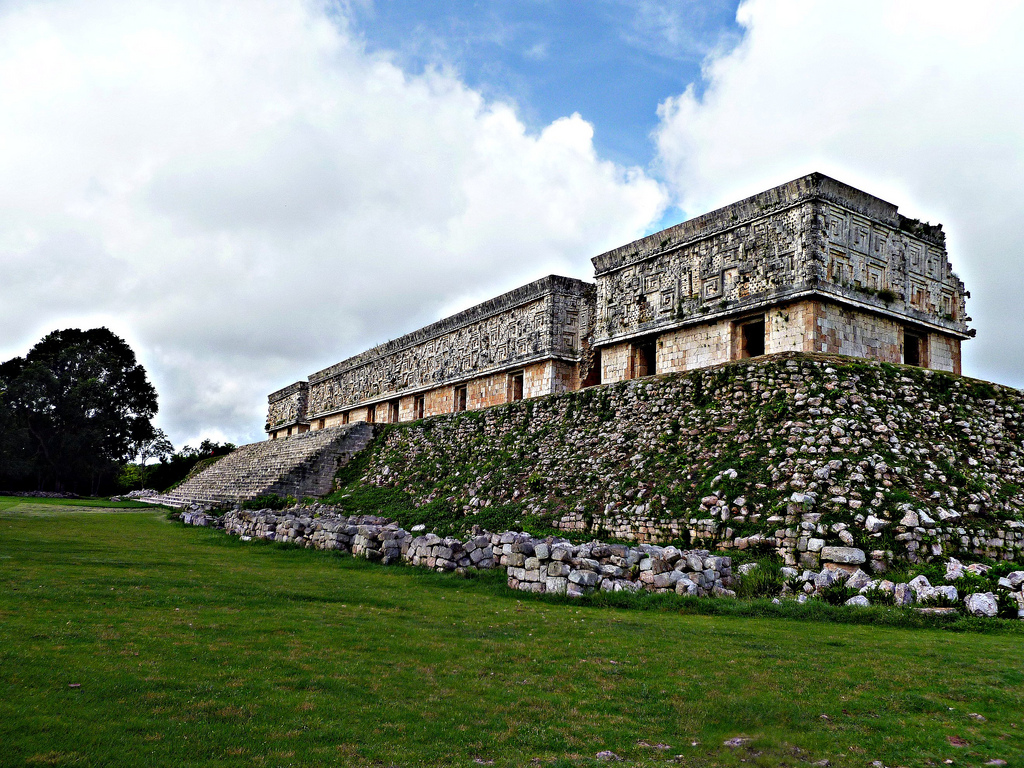
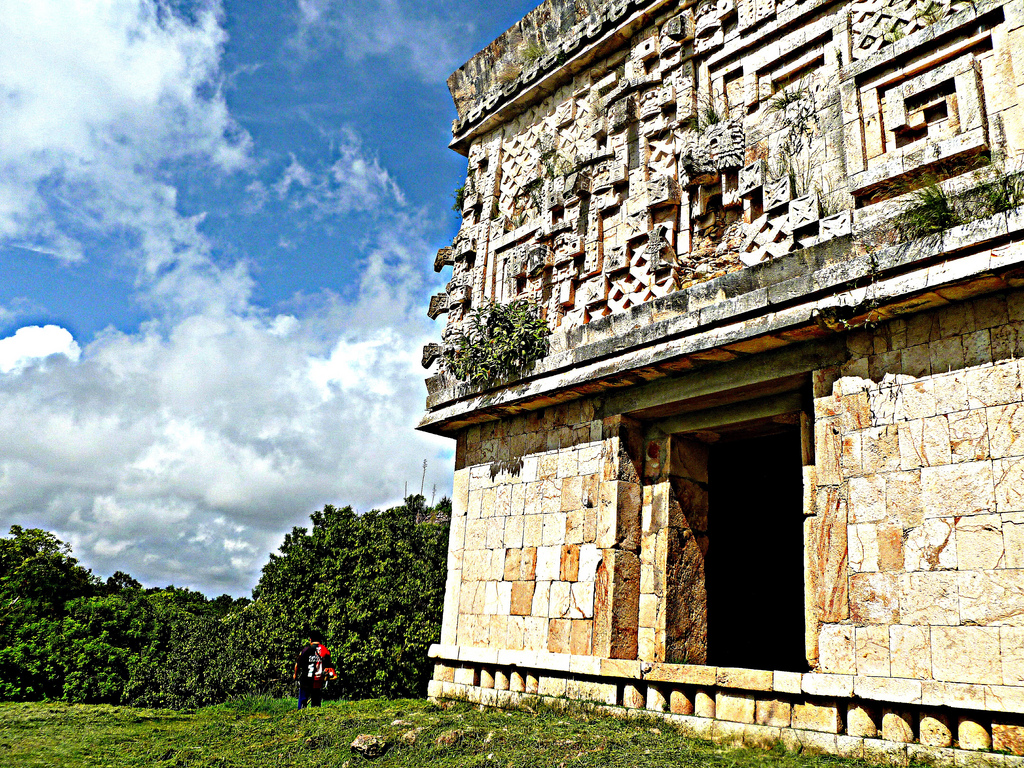
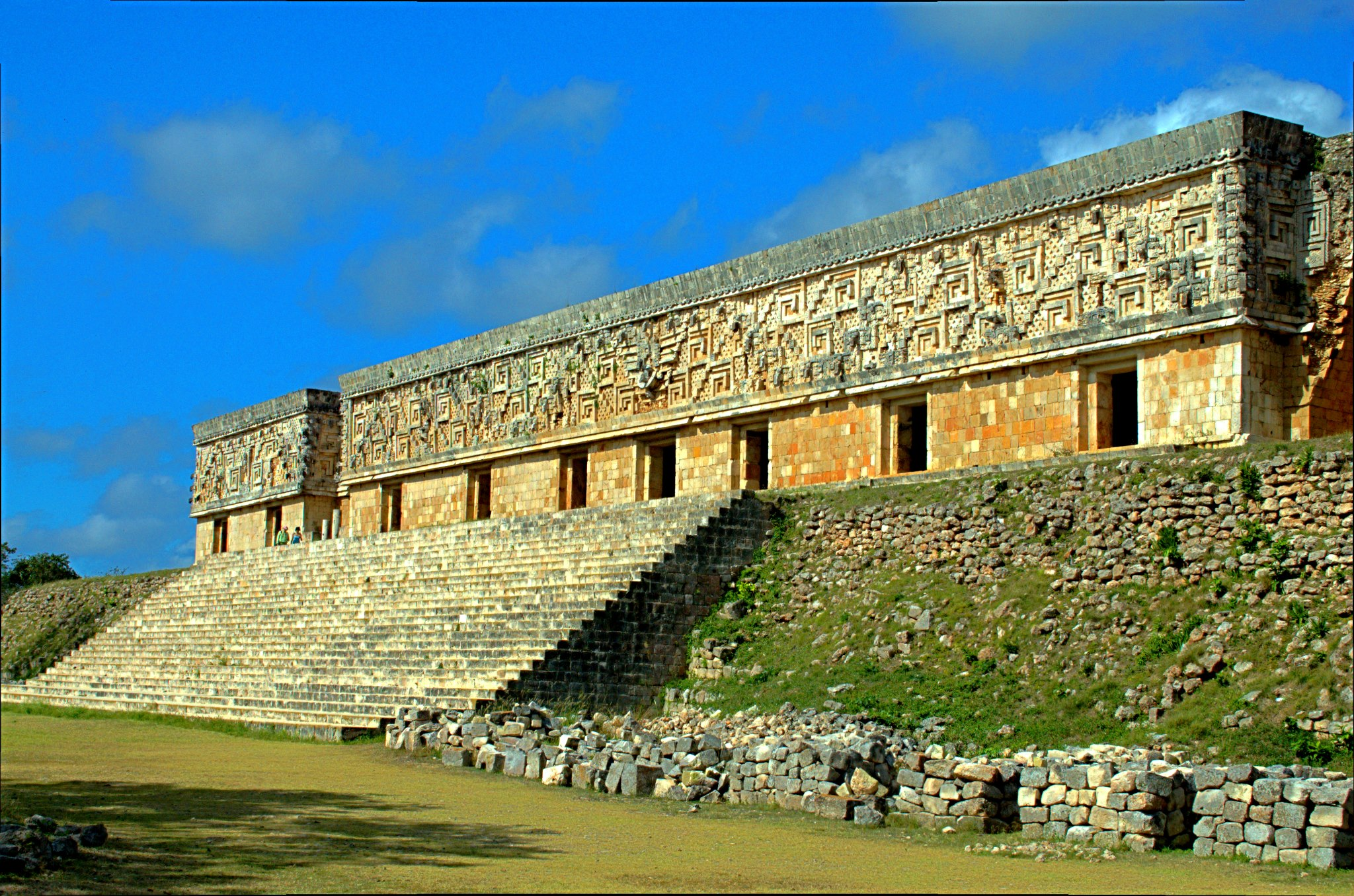
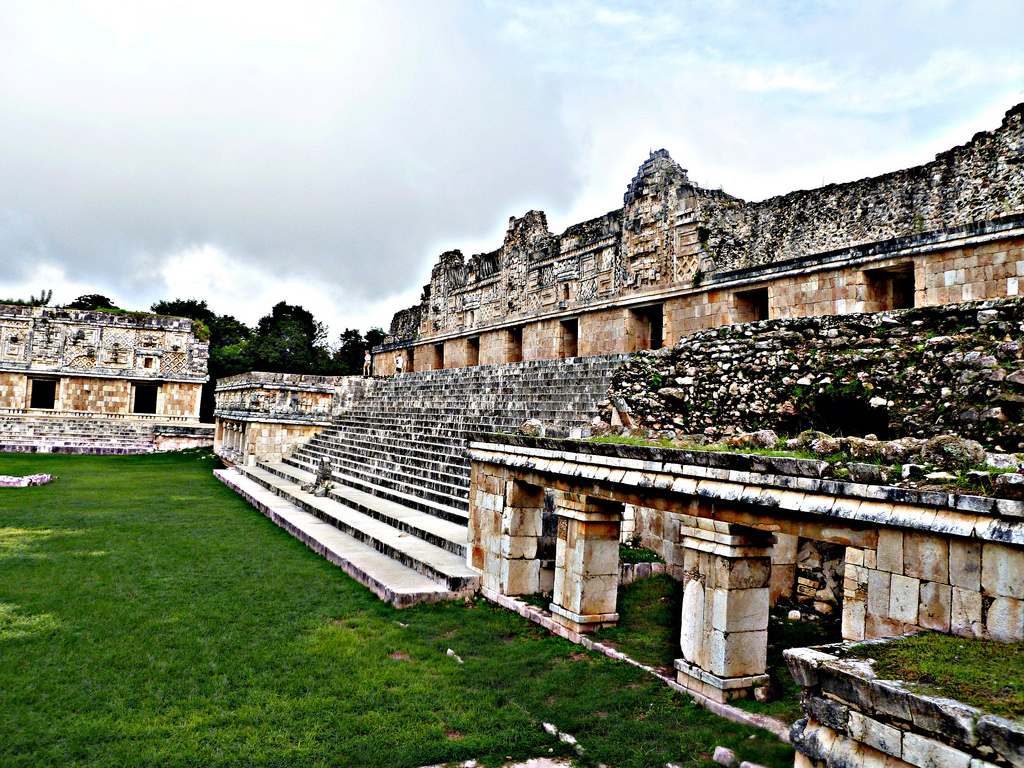
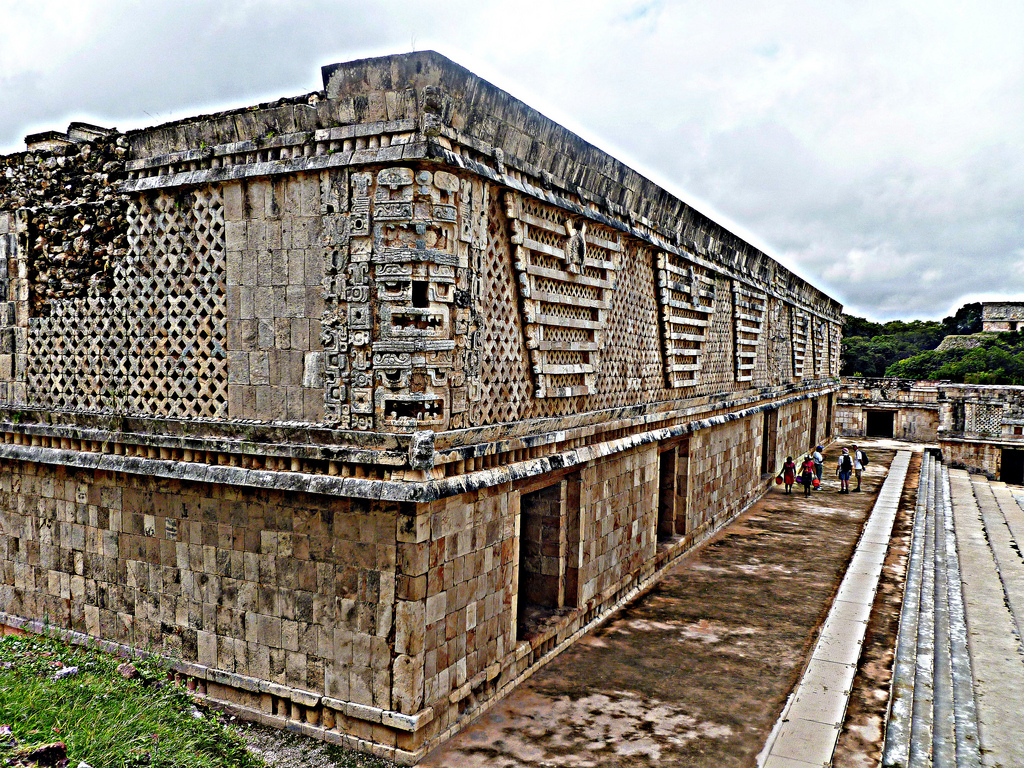
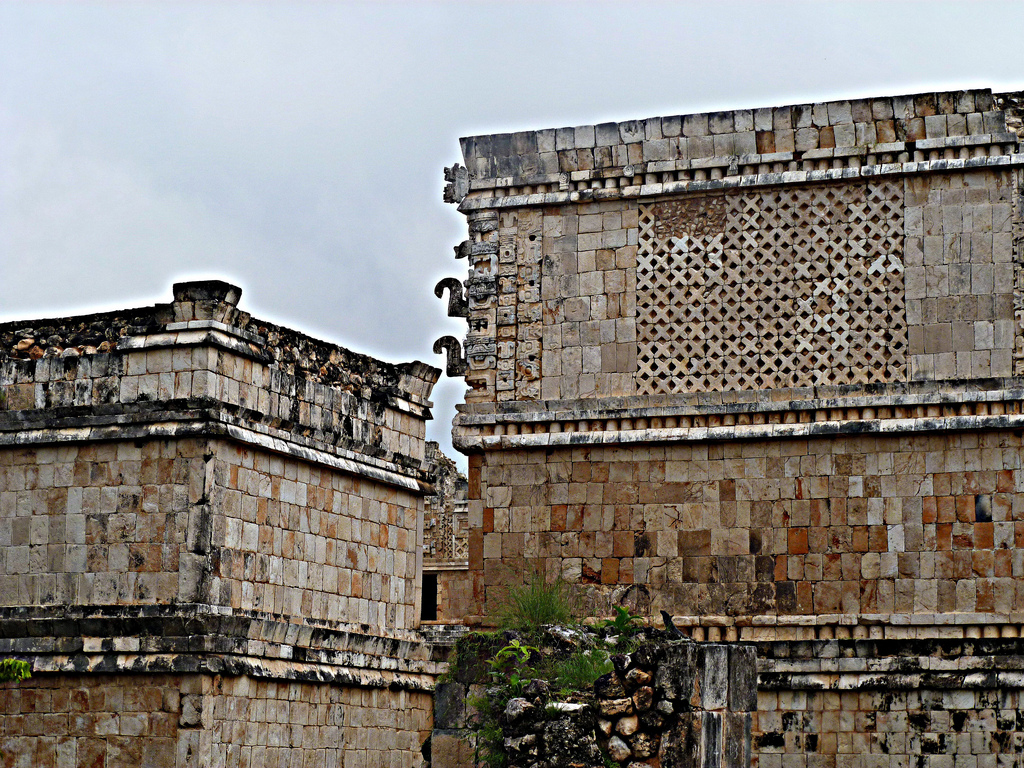
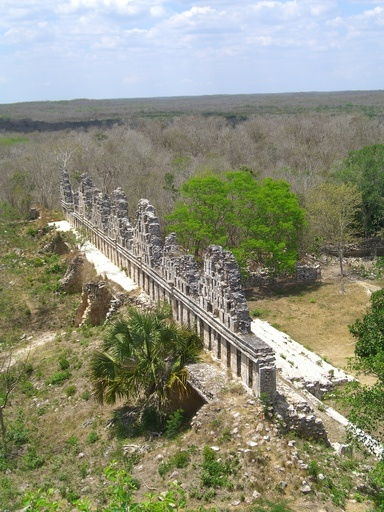
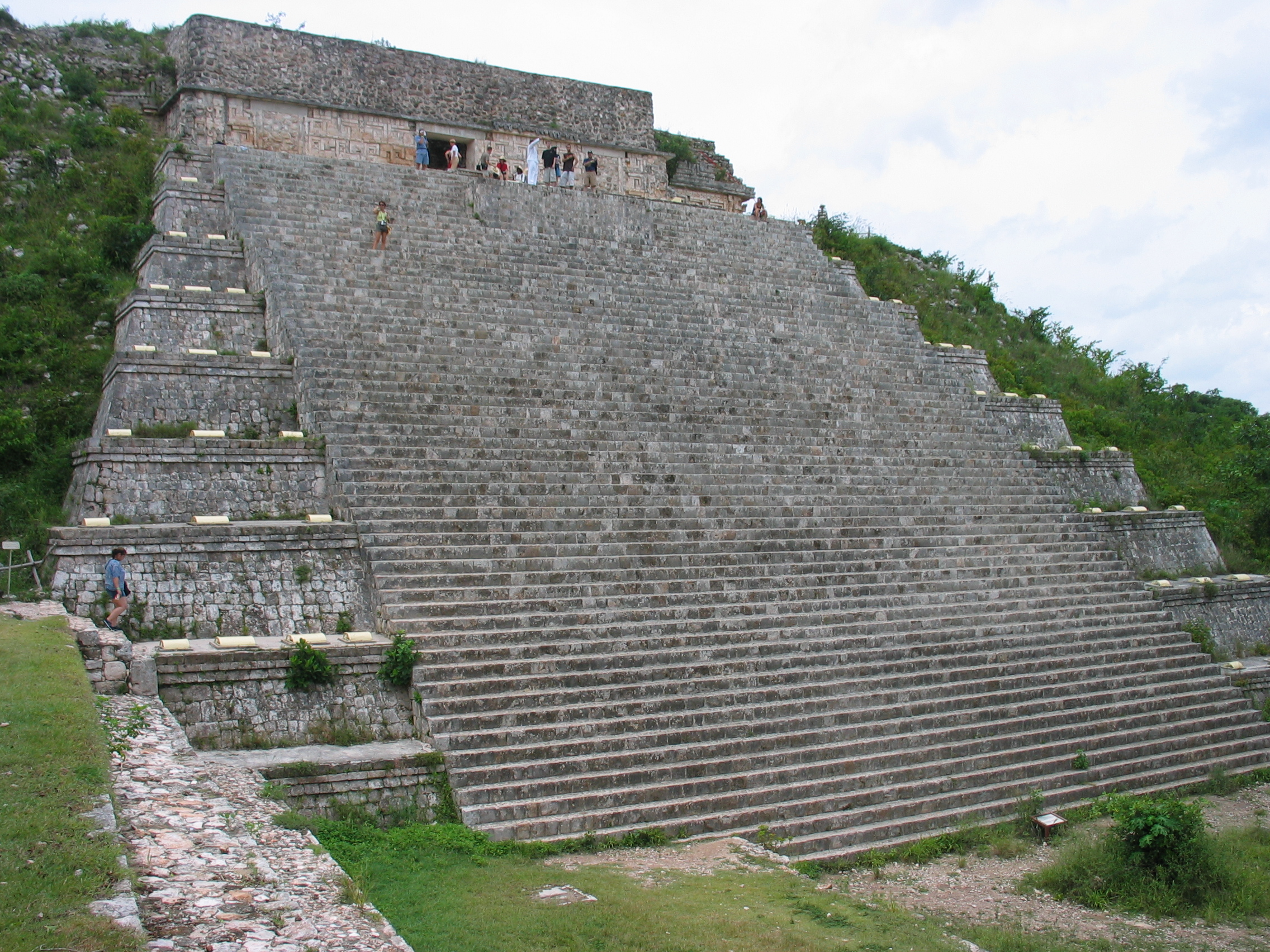